# Textura (pintura)
La textura hace referencia a la agregación de materiales que se perciben como variaciones o irregularidades de una superficie continua. 
El funcionamiento de tales texturas es proporcionar realismo a la obra, hacerla creíble y lograr sensaciones en los espacios que observamos; como si el artista tratara de desafiar un sentido común. 
La textura de la pintura es aquella que da forma y volumen a distintos tipos de creaciones artísticas plasmados en un lienzo o papel. Puede haber varias escalas para clasificar la textura como el relieve, las líneas y la forma en que se expresa la pintura, entre otras.  
La textura es un atributo táctil, es lo perceptible a través del sentido del tacto. Más allá de la impronta visual. Forma parte del lenguaje de la pintura, en el sentido del carácter del discurso. Comienza por la textura del propio lienzo, la calidad del hilo el número de su entramado.
Un lienzo fuerte, grueso reclama texturas sólidas, resueltas, decididas. Reclama trabajo con la espátula y pinceles de cerdas duras, eso no se haría con un entramado de lino donde los pinceles de abanico y pelo de marta dejan apenas su huella perceptible.
Muchas cosas se han utilizado en la pintura para crear efectos de textura desde la aplicación de tierras, arena y pigmentos gruesos mezclados con el óleo, hasta emulsiones de cera, objetos de papel, cartón, madera, buscando ya abandonar el plano dimensional se adentran por derecho propio en el campo de la escultura.
La textura nace en la pintura por la necesidad de plantearse una representación perceptible de la realidad y solo termina en la escultura donde tal cosa es absolutamente posible  y definitivamente deseable.

## Tipos de texturas
La textura se puede dividir siguiendo el origen de la aglomeración:
- Textura natural: presente en la superficie de las cosas de la naturaleza: una roca, las hojas de las plantas, los pétalos de las flores, no necesita ser tallada o fabricada por el ser humano, sino que la naturaleza la contiene en sí.
- Textura artificial': es la superficie de los objetos fabricados por el ser humano: lo liso de la lata de metal, lo áspero del papel lija,

También pueden clasificarse en "óptica" o visual y "táctil": La textura óptica es la textura que el artista intenta simular en una obra pictórica. La textura táctil es la textura en la que el artista emplea el medio literal en su obra pictórica.